# Prades-d’Aubrac
Prades-d’Aubrac (okzitanisch Pradas d’Aubrac) ist eine französische Gemeinde mit 310 Einwohnern (Stand 1. Januar 2022) im Département Aveyron in der Region Okzitanien (vor 2016 Midi-Pyrénées). Sie gehört zum Arrondissement Rodez und zum Kanton Lot et Palanges. Die Einwohner werden Pradelains genannt.

## Geographie
Prades-d’Aubrac liegt etwa 43 Kilometer ostnordöstlich von Rodez. An der östlichen Gemeindegrenze verläuft das Flüsschen Merdanson, im Westen der Mousseaux. Das Gemeindegebiet gehört zum Regionalen Naturpark Aubrac. Umgeben wird Prades-d’Aubrac von den Nachbargemeinden Saint-Chély-d’Aubrac im Norden, Nasbinals im Nordosten, Saint Geniez d’Olt et d’Aubrac im Osten und Süden, Sainte-Eulalie-d’Olt im Südwesten sowie Castelnau-de-Mandailles im Westen.

## Bevölkerungsentwicklung
| Jahr                       | 1962 | 1968 | 1975 | 1982 | 1990 | 1999 | 2006 | 2019 |
| Einwohner                  | 811  | 692  | 557  | 511  | 438  | 402  | 415  | 354  |
| Quellen: Cassini und INSEE |      |      |      |      |      |      |      |      |

## Sehenswürdigkeiten
- Kirche Saint-Laurent von Aubrac aus dem Jahre 1540, Monument historique seit 1929
- Kirche von Les Crouzets aus dem 16. Jahrhundert
- Kirche von Lunet
- Kirche von Born aus dem 19. Jahrhundert
- Schloss La Salle

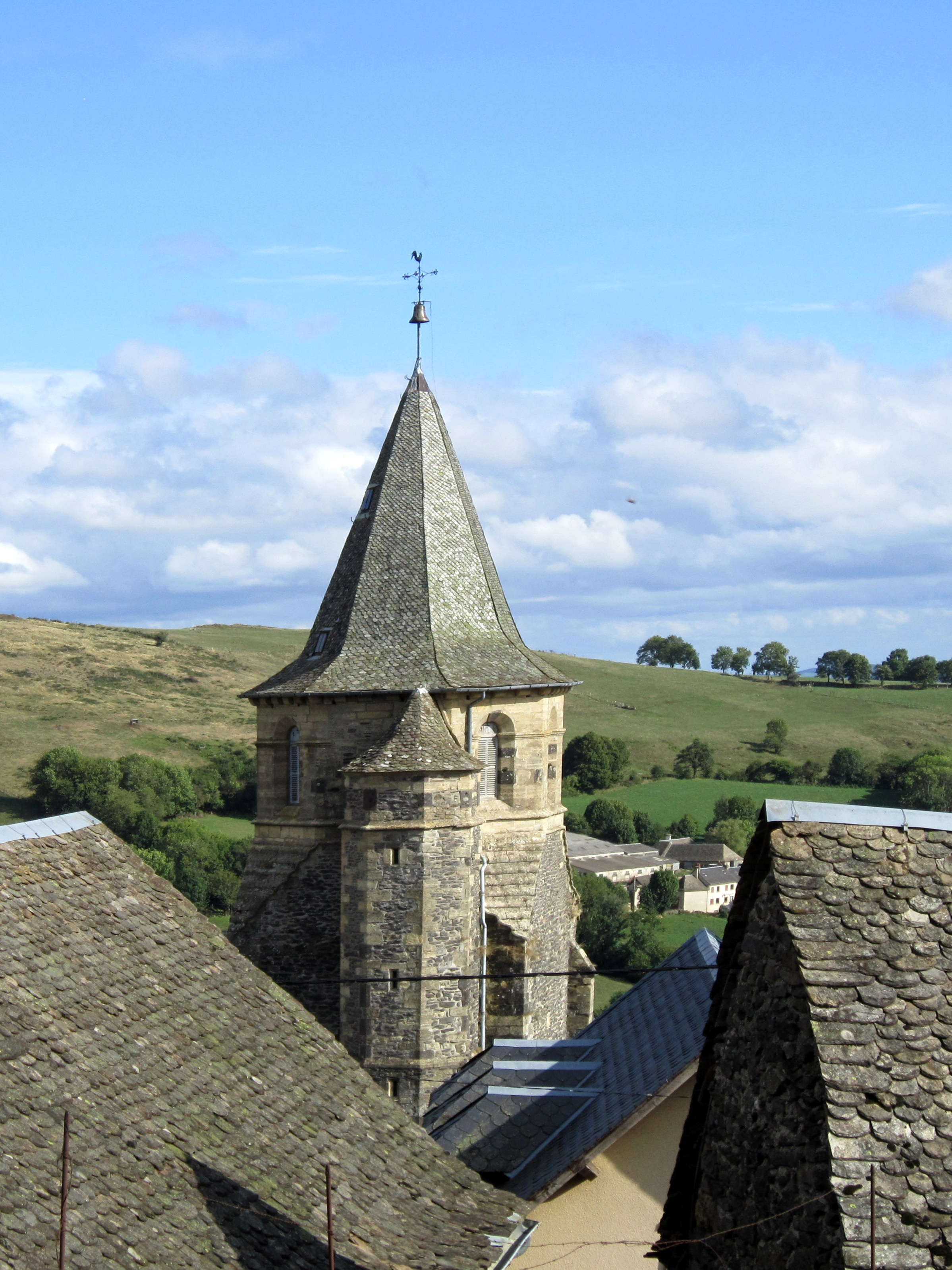
Kirche Saint-Laurent
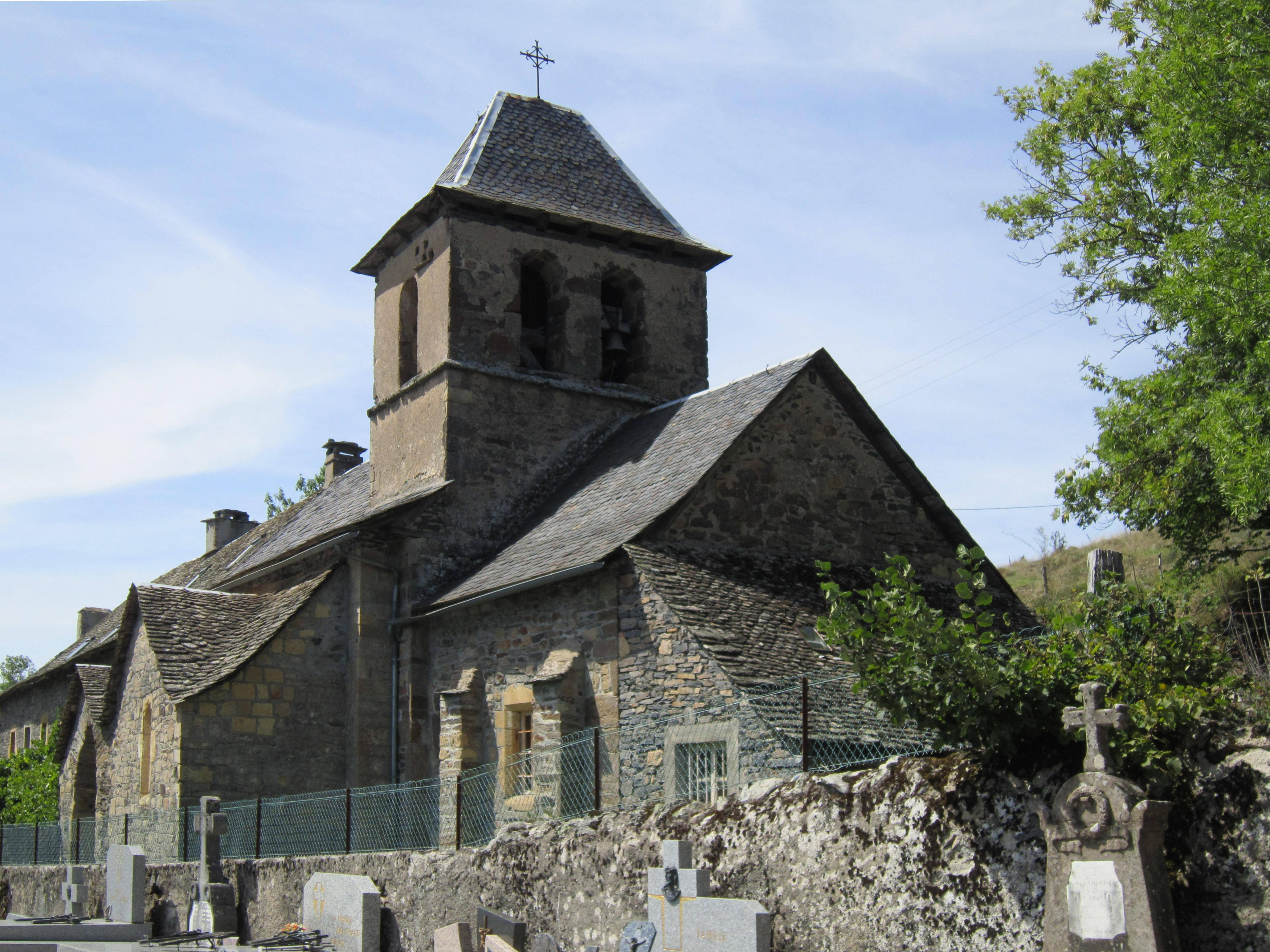
Kirche von Les Crouzets
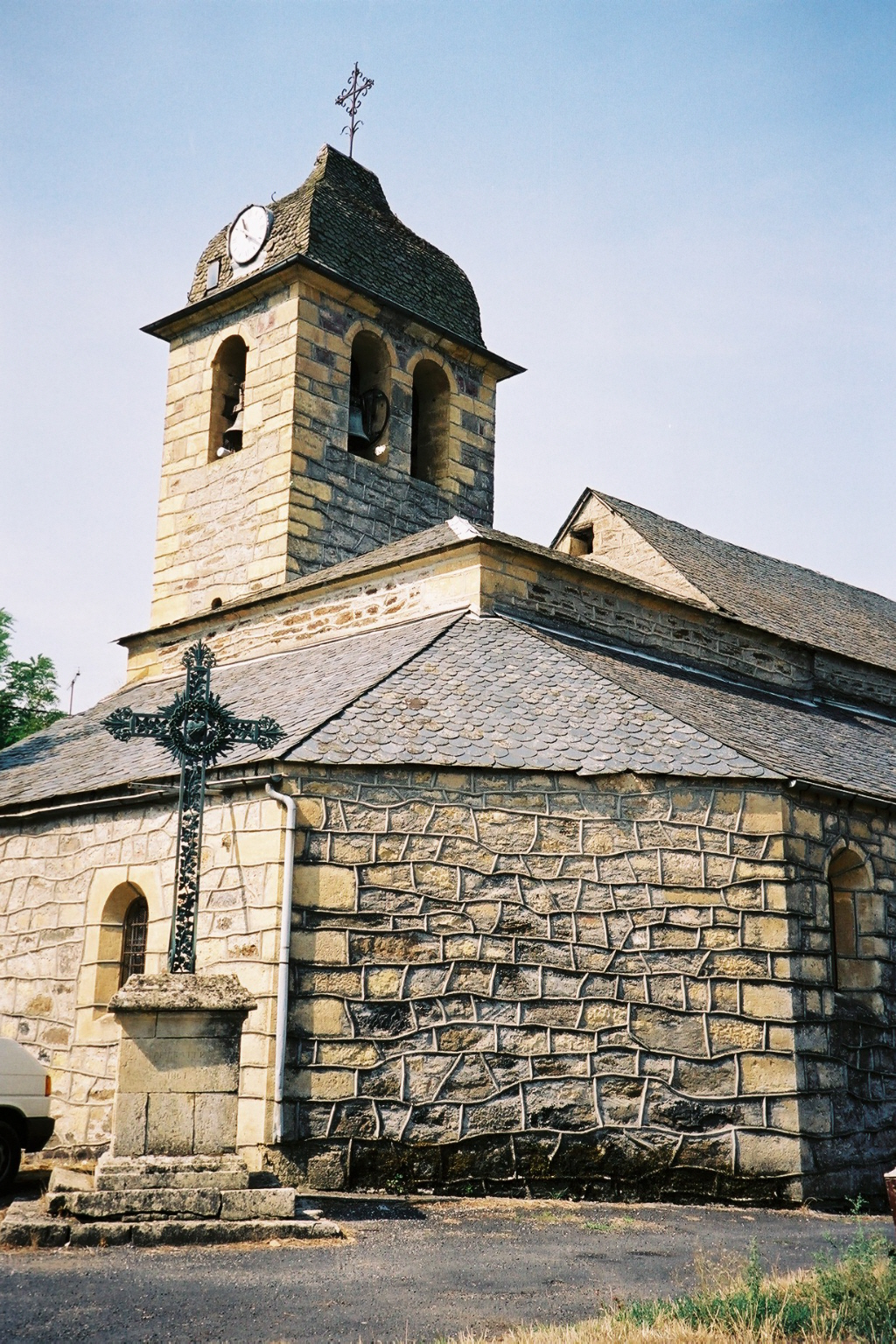
Kirche von Lunet
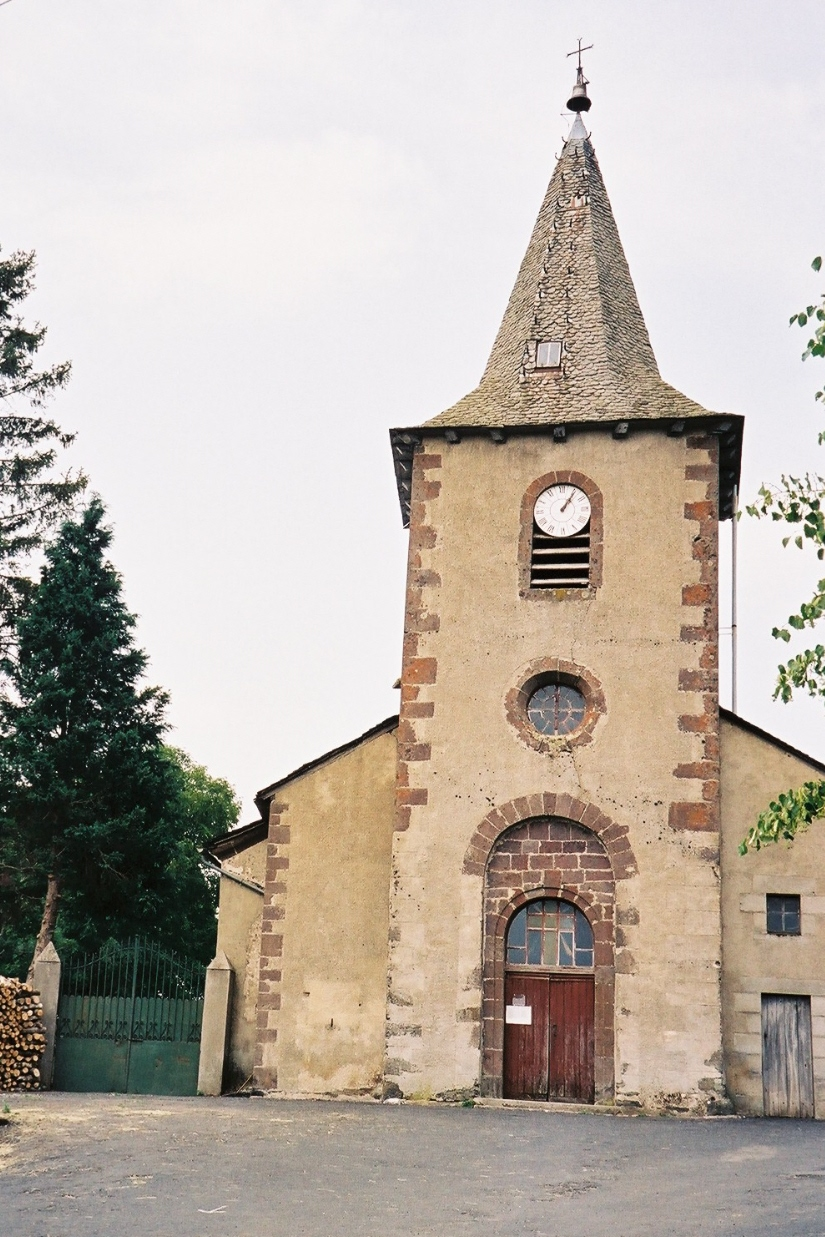
Kirche von Born
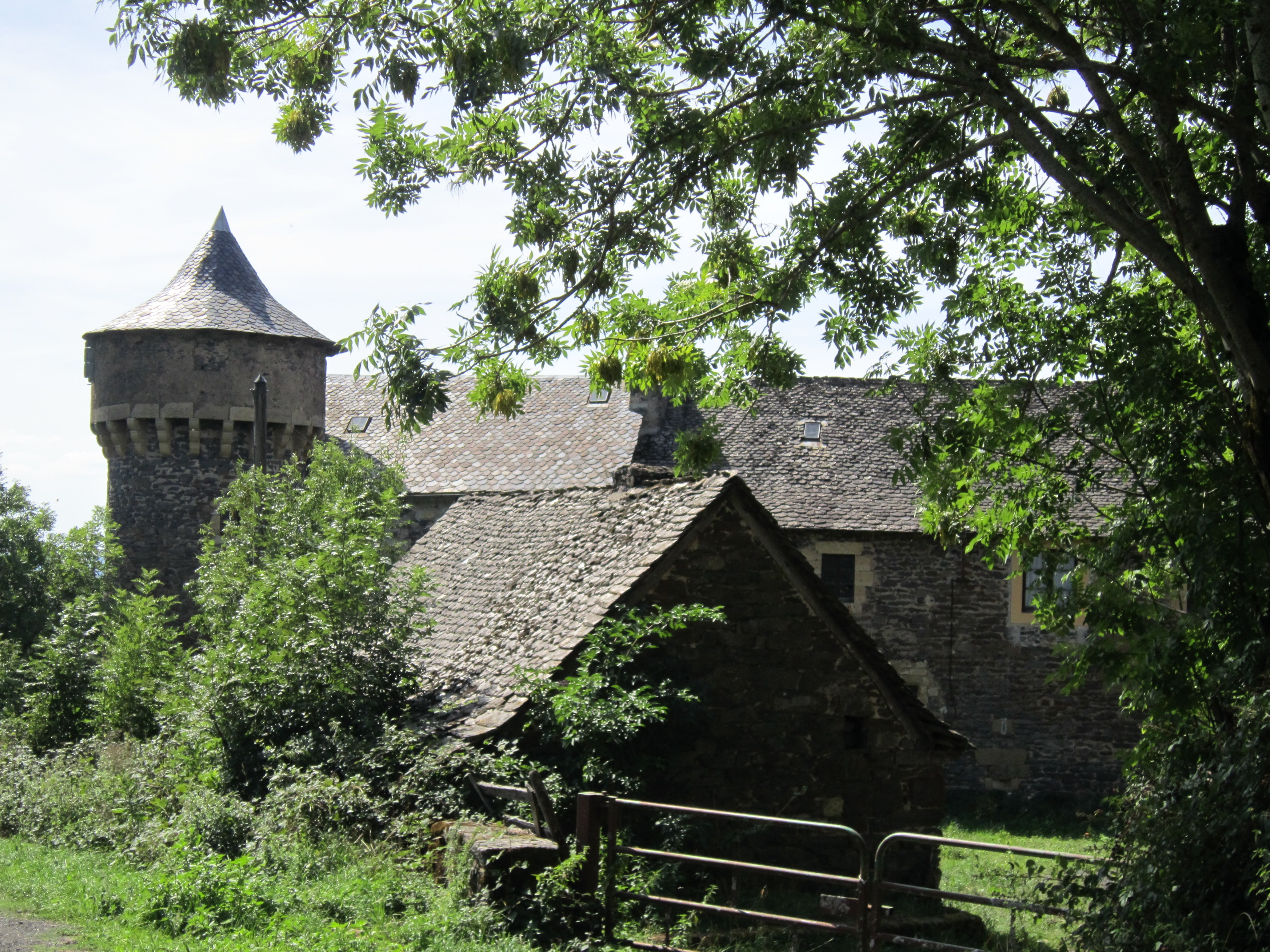
Schloss La Salle